# Il piccolo fuorilegge
Il piccolo fuorilegge (The Littlest Outlaw) è un film del 1955 diretto da Roberto Gavaldón.

## Trama
Pablito vive con il patrigno che fa l'allenatore di cavalli usando però metodi crudeli. Un generale messicano gli affida il suo campione ma proprio a causa di questi metodi il cavallo non vuole più saltare tanto che viene deciso il suo abbattimento. 
Pablito per salvare la vita dell'animale fugge e attraversa il Messico incrociando altri fuggitivi ed anche un prete che cerca di dargli il suo aiuto.